# 布吉必姆

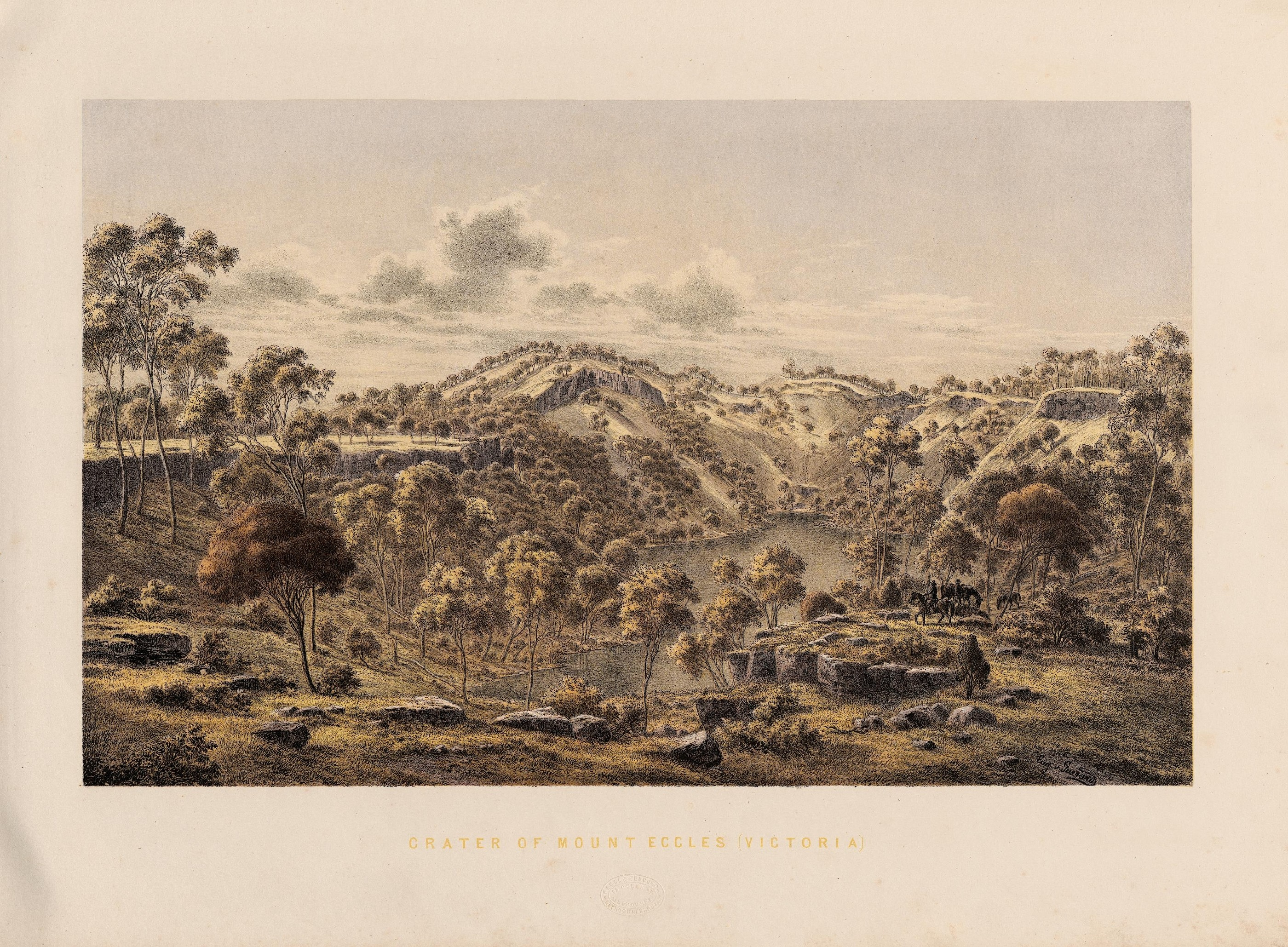
布吉必姆

布吉必姆（Budj Bim）又称埃克尔斯山（Mount Eccles） ，是位於澳大利亚维多利亚州西南部的一座圆锥形休眠火山，也是一座火山渣火山。布吉必姆高178（584英尺） 。2019年7月，當地被列入联合国教科文组织世界遗产，布吉必姆也成為澳洲第20個世界遺產。